# Everytime We Touch (utwór Maggie Reilly)
"Everytime We Touch" – utwór nagrany przez Maggie Reilly w 1991, który ukazał się w jej albumie wydanym rok później, zatytułowanym Echoes.

## Pozycje na listach przebojów
| Kraj       | Najwyższa pozycja |
| ---------- | ----------------- |
| Austria    | 24                |
| Dania      | 63                |
| Norwegia   | 1                 |
| Szwecja    | 34                |
| Szwajcaria | 24                |